# Faride Mereb
Faride Mereb (Valencia, 1989) es una editora, investigadora y diseñadora gráfica venezolana, fundadora y directora de la editorial Letra Muerta, con sede en Caracas, Venezuela.

## Biografía
Nacida en Valencia, estudió en el Instituto de Diseño de Caracas.Posteriormente, recibió una beca completa en Licenciatura en Artes de la Universidad Arturo Michelena de Valencia. 
En 2014 cofundó Ediciones Letra Muerta, editorial dedicada a cubrir autores venezolanos relevantes como Vestrini e Ida Gramcko, entre otros. 
Luego de una investigación de la obra poética de Miyó Vestrini, Mereb editó y diseñó dos libros de la autora: Es una buena máquina y Al Filo, en los que recogió sus entrevistas literarias y poemas inéditos.Es una buena máquina fue seleccionada en la Bienal Iberoamericana de Diseño de Madrid y en la Feria Iberoamericana de Arte (FIA) de 2015.
En 2015 Mereb empezó a trabajar en la editorial Ex Libris junto a Javier Aizpurua.
Con Letra Muerta, Mereb publicó Poemas, de Ida Gramcko en 2016. Este trabajo fue preseleccionado en el concurso 'Mejor diseño de libro de todo el mundo' (Leipzig, Alemania).
Mereb ha dictado conferencias sobre su investigación sobre el diseño venezolano, en la Universidad de Columbia (Estados Unidos) en 2016 en la Universidad de Palermo (Argentina). También es miembro de AIGA.
En 2016 recibió el oro en la categoría editorial en los Premios Latinoamericanos de Diseño por Al Filo, del poeta y periodista venezolana Miyó Vestrini.
También a trabajado para editoriales Penguin Random House, Kenning Editions, Cuban Artists Around the World (CAAW Ediciones), Ugly Duckling Presse, entre otras.

## Obra
- Espacios para decir lo mismo, de Hanni Ossott (2018)[8]
- Otoño (sic), de Luis Moreno Villamediana (2017)[9]
- Poemas, de Ida Gramcko (2016)[10]
- Al Filo, de Miyó Vestrini (2015)[11]
- Es una buena máquina, de Miyó Vestrini (2014)[12]

## Exposiciones individuales
- Poemas: Ida Gramcko . Abra Caracas, Los Galpones. Caracas, 2016.
- Segunda ruptura: en la memoria . Organización Nelson Garrido. Caracas, 2013.
- El espacio de la palabra, Estespacionoesmio. Valencia, 2012.

## Distinciones
- 2015: Selección en la Bienal Iberoamericana de Diseño de Madrid
- 2015: Selección en la Feria Iberoamericana de Arte
- 2016: Oro en la categoría editorial en los Premios Latinoamericanos de Diseño
- 2016: Preselección en el concurso Mejor diseño de libro de todo el mundo (Leipzig, Alemania)